# Віковий дуб (Самарівський район)
Віковий дуб — ботанічна пам'ятка природи місцевого значення. Пам'ятка природи розташована на південно-західній околиці села Андріївка Самарівського району Дніпропетровської області, кв. 14, діл. 16.
Площа — 0,5 га, створено у 1972 році.